# Ptereleotris calliura
Ptereleotris calliura är en fiskart som först beskrevs av Jordan och Gilbert 1882.  Ptereleotris calliura ingår i släktet Ptereleotris och familjen Ptereleotridae. Inga underarter finns listade i Catalogue of Life.